# Jan Loeff

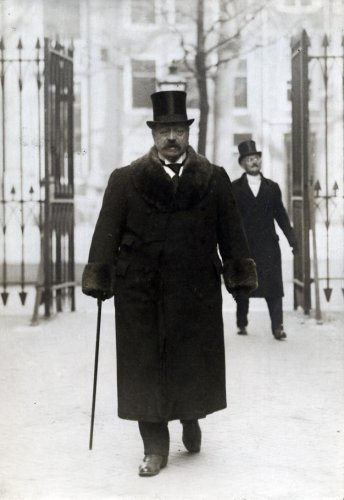
Jan Loeff (1917)

Johannes „Jan“ Alouisius Loeff (* 15. November 1858 in Baardwijk, Provinz Noord-Brabant; † 10. Juli 1921 in Den Haag) war ein niederländischer Rechtsanwalt und Politiker.

## Leben
Johannes „Jan“ Alouisius Loeff war sowohl als Rechtsanwalt in ’s-Hertogenbosch und zwischen dem 21. Dezember 1893 und dem 1. August 1901 als Mitglied des Gemeinderates von ’s-Hertogenbosch tätig.
Der konservative pragmatische katholische Loeff wurde am 5. Mai 1896 für den Rooms-Katholieke Bond van Kiesvereinigingen erstmals Mitglied der Zweiten Kammer der Generalstaaten (Tweede Kamer der Staten-Generaal)  und vertrat hierin bis zum 1. August 1901 den Wahlkreis ’s-Hertogenbosch.
Am 1. August 1901 wurde er als Justizminister (Minister van Justitie) in das Kabinett Kuyper berufen, dem er bis zum 17. August 1905 angehörte.
In dieser Funktion legte er ein Berufsgesetz vor und war 1903 gegen die  Kriminalisierung von Streiks im öffentlichen Dienst, verteidigte jedoch loyal die Entscheidung des Ministerrates.
Nach seinem Ausscheiden aus der Regierung wurde Loeff am 19. September 1905 abermals Mitglied der Zweiten Kammer der Generalstaaten und vertrat in dieser nunmehr bis zum 27. Juni 1917 den Wahlkreis Waalwijk. Während dieser Zeit war er zwischen dem 11. März 1908 und dem 21. Dezember 1909 Vorsitzender der Katholischen Fraktion. Er wurde am 18. September 1917 erneut Mitglied der Zweiten Kammer, der er nunmehr für den Wahlkreis Waalwijk bis zum 14. Januar 1920 angehörte. Zudem fungierte er zwischen 1918 und 1921 als Vorsitzender des Beratenden Ausschusses für Fragen des Völkerrechts sowie von 1919 bis 1921 als Mitglied der Staatlichen Kommission zur Überarbeitung des Niederländischen Bürgerlichen Gesetzbuches. Durch ein Königliches Dekret vom 7. Januar 1920 wurde er schließlich Mitglied des Staatsrates (Raad van State) und gehörte diesem vom 13. Januar 1920 bis zu seinem Tode am 7. Januar 1921 an.